# Прощание (картина Макке)
«Прощание» — (нем. Abschied) — картина немецкого художника Августа Макке, написанная в 1914 году. В настоящее время хранится в Музее Людвига (Кёльн).

## История создания
«Прощание» — последняя картина Августа Макке, написанная им перед уходом на фронт, в ней отразилось то смятённое состояние духа художника, которое владело им в последние недели жизни. До того, как получить современное название, картина Макке была известна под наименованиями «Улица с людьми в сумерках» или «Мобилизация».
Ещё во время путешествия по Тунису весной 1914 года Макке познакомился в доме доктора Яггхиса с французским офицером. Среди прочего разговор зашёл и о будущей войне, как о решённом деле. Грозные признаки надвигающейся войны преследовали его и на обратном пути в Германию. Тем не менее работы, созданные по возвращении из Туниса, были также безмятежны, как и картины, написанные до путешествия, ничто не указывает на то, что Макке был охвачен тревогой. Только весть об убийстве в Сараево, ультиматум 23 июля 1914 года и события, последовавшие вскоре после него, похоже, заставили его понять, что всё, что ранее составляло существо и смысл его жизни, подошло к концу. По воспоминаниям Вальтера Герхардта, брата жены художника, в эти дни Макке находился в сильнейшем возбуждении, и, «в отличие от меня [Герхардта]», он предвидел последствия убийства наследника австро-венгерского престола.

## Описание
Художник использует мотив, популярный у экспрессионистов, и любимый им самим — изображение улицы большого города. Но теперь городская улица уже не тот безмятежный «рай», каким она представлялась ранее у Макке. Картина нехарактерна для творчества художника, в котором доминировали светлое настроение, радостные, летние краски. Стала мрачной палитра — сернисто-желтый, коричневый и серо-чёрный тона вызывают тревогу. Это чувство усиливают фигуры в тёмной одежде, особенно чёрные силуэты на светящемся заднем плане картины — к ним направляет взгляд зрителя фигурка собаки. Лица людей едва намечены. Дети, излюбленный объект изображения художника, оставлены взрослыми, предоставлены сами себе. В этой работе Макке явно ощущается влияние Мунка — до «Прощания» оно проявилось лишь в одной картине Макке — «Прогулка на мосту».
О творчестве Мунка достаточно исчерпывающее представление Макке составил на выставке Зондербунда (нем. Sonderbund Westdeutscher Kunstfreunde und Künstler) в 1912 году в Кёльне, где демонстрировались такие ключевые произведения норвежского художника как «Мадонна», «Меланхолия», «Больной ребёнок», «Ревность». В письме к Францу Марку от 23 июля 1912 года Макке отмечал, что картины Мунка произвели на него «сильнейшее впечатление», и даже после «сорока просмотров» они оставались такими же «потрясающими».
В своём последнем произведении Макке подобно Мунку достигает исключительной психологической выразительности.